# Catherine-Anne Toupin
Catherine-Anne Toupin, née le 3 avril 1975 à Ottawa en Ontario au Canada, est une actrice, dramaturge et scénariste québécoise.

## Biographie
Catherine-Anne Toupin a grandi à Cap-Rouge, une banlieue cossue de Québec. Elle entreprend des études de théâtre et sort du Conservatoire d'art dramatique de Montréal en 1999. En 2000, elle fonde le « Théâtre ni plus ni moins » avec les auteurs et comédiens Frédéric Blanchette et François Létourneau.
Comme dramaturge, elle se fait connaître en 2004 par la pièce L'Envie. Sa pièce À présent, obtient un succès public et critique qui lui permet de partir en tournée internationale en Italie, au Mexique et en Angleterre. Comme interprète au théâtre, elle a participé à une vingtaine de productions montréalaises.
Cependant, c'est surtout grâce au personnage de Mélissa Briant, la meilleure amie de Sophie Paquin dans Les Hauts et les Bas de Sophie Paquin, qu'elle se fait connaître. À l’été 2013, elle remplace Suzanne Clément dans le rôle de Sharlène Shandy Galarneau, dans la série télévisée Unité 9.
Catherine-Anne Toupin et son conjoint, Antoine Bertrand, jouent dans la télé série Boomerang qui est diffusé à TVA depuis le 14 septembre 2015.

## Filmographie
- 2000 : Méchant party
- 2002 : Québec-Montréal
- 2005 : Les Invincibles (série télévisée) : Katrina
- 2006 : La Vie secrète des gens heureux
- 2006-2009 : Les Hauts et les Bas de Sophie Paquin (série télévisée) : Mélissa Briant
- 2009:  Une grenade avec ça ? (série télévisée) : Simone Vache
- 2009 : Caméra Café (série télévisée) : Jeanne Coulombe #2
- 2013 : Mémoires vives (série télévisée) : Nancy Grimard
- 2013-2018 : Unité 9 (série télévisée) : Shandy Galarneau
- 2015-2019 : Boomerang (série télévisée) : Karine Bernier
- 2020 : Les Frères Apocalypse : Suzette Ste-Croix
- 2024 : Lucy Grizzli Sophie d'Anne Émond : Sophie / Geneviève Lambert
- 2024: Dumas (série télévisée) : Delphine Proulx

## Théâtre
- 2004 : L'Envie
- 2008 : À présent
- 2018 : La Meute

## À l'international
Sa pièce « À présent » a été adaptée aux États-Unis par le Facility Theatre de Chicago en 2023. La pièce sera adaptée au cinéma au Mexique d'ici 2025. Le film aura comme titre « Febril ». C'est Hugo Arrevillaga qui a décidé d’adapter la pièce au cinéma, après l’avoir mise en scène au théâtre à Mexico en 2014 et 2015.

## Distinctions
Elle remporte le prix François-Berd en 2008 pour son texte À présent.
En 2017, elle remporte également le prix Artis du meilleur rôle féminin dans une comédie pour la série Boomerang.